# Pleasure or Pain
Pour plus de détails, voir Fiche technique et Distribution.
Pleasure or Pain est un film américain écrit et réalisé par Zalman King, sorti en 2013.

## Synopsis
Victoria, vendeuse dans un magasin d'antiquité, est séduite par un client, Jack, qu'elle ne tarde pas à épouser. Ce dernier va l'initier à des jeux érotiques avant de la dédaigner.

## Fiche technique
- Titre : Pleasure or Pain
- Réalisateur : Zalman King
- Scénario : Zalman King
- Producteur : Shane Stanley
- Production : Last Night Productions, The Zalman King Company, Visual Arts Entertainment
- Musique : Andy Bauer
- Langue : anglais
- Format : Couleurs
- Pays :  États-Unis
- Lieux de tournage : Malibu, Santa Monica, Westlake, Californie, États-Unis
- Durée : 99 minutes (1 h 39)
- Date de sortie : 2013
  - Corée du Sud 5 septembre 2013 (DVD première)
  - Royaume-Uni : 2 décembre 2013 (TV première)
  - États-Unis : 5 avril 2014
  - Japon 2 mai 2014
  - Allemagne 7 mai 2015 (Blu-ray première)

## Distribution
- Malena Morgan : Victoria
- Christos Vasilopoulos : Jack
- Kayla Jane : Isabel
- Elle Alexandra : Rita
- Daniel Sobieray : Antonio
- Hayden Hawkens : Eve
- Aubrey Addams : Adelaide
- Stephanie Danielson : Trish
- Carina Crash : la femme sur scène
- Ela Darling : la préposée
- Bryce Bonn : le serveur à l'hôtel
- Jason Brye : un homme du club
- John Dawson : un homme du club
- Tom Demar : un homme du club
- I. Elijah Baughman